# Horvát parasztháború
A horvát parasztháború vagy Gubecz Máté-féle parasztháború egy nagyszabású felkelés volt 1572–1573-ban Horvátország és Szlavónia területén. A vezére a parasztszármazású horvát Gubecz Máté egykori bisztrai ispán. Bár sokan úgy vélik, valójában nem volt rá hatással Dózsa György példája.

## A felkelés kiváltó okai
A jobbágyság és a nemesség közötti kiélezett helyzetre a Dózsa György-féle parasztháború már ékes példát szolgáltatott. Az ellentétek néha-néha újfent felszínre kerültek, főleg ha a földesurak meg-megemelték az adókat, korlátozták a vagyonszerzést, a szabad költözködést (röghöz kötés). Ez utóbbi a rendelkezést, ami még 1514-ben született, az azt követő sorozatos országgyűlések inkább megszüntették. A helyzetet rontotta, hogy a római katolikus horvátokat protestáns vallású uraik és a szintén protestáns hitet valló végvári kapitányok is lépten nyomon inzultálták. A horvátok protestáns hitre térítésével már a reformáció megjelenése óta próbálkoztak, amely a szlovén protestánsoktól is kapott némi támogatást (a horvátok ismerték Primož Trubar, Jurij Dalmatin és Sebastijan Krelj szlovén nyelvű protestáns könyveit), de a horvátság erősen ragaszkodott katolikus hitéhez, emiatt az egyes áttért horvát protestánsokból idővel újból katolikusok lettek.
Az 1570-es években a horvátok elkezdtek szervezkedni az elnyomók ellen. Hasonlóan nagy felkelések voltak a szlovénok között is, akik a német földesuraik ellen erős etnikai ellenszenvet táplálták, mivel a németek már ez idő tájt is törekedtek a szlovének beolvasztására.

## A megmozdulás
Gubecz, aki katona volt valamikor és a felkelés kezdetén az Oršić család ispánja, hosszas munkával rendezte a parasztok sorait és ebbe belevont még végvári katonákat is, akik a török elleni küzdelem java részét vitték a vállukon, de kevés zsoldot kaptak. Gubecz maga is úgy érezte, hogy a török elleni harc Horvátországnak első és legfontosabb érdeke, de tudta azt is, mint azt oly sokan akkoriban, hogy az országot vezető urak ezzel sok esetben nem törődnek.
A törökök többször megtámadták Horvátországot, s könnyen átcsaptak Krajnába, Karintiába, Stájerországba, vagy Észak-Itáliába ezen az útvonalon. A törökök ellen harcoló egyik félkatonai erő, az uszkókok szintén szemben álltak a horvát és magyar földesurakkal, ugyanakkor az uralkodóval is. Nem voltak hajlandóak semmilyen feudális szolgáltatásnak alávetni magukat, sőt még rablásokra, kalózkodásokra is adták a fejüket, emiatt szembekerültek a Habsburg uralkodóval és Velencével, „munkájuk” pedig Velence és Ausztria között okozott ellentéteket, mivel jelentős anyagi károk keletkeztek akcióikból.
Északnyugat-Horvátországból indult ki a felkelés, Tahy Ferenc uradalmain, aki az egyik legkeményebb földesúr volt. Tahy a legmagasabb adókat vetette ki birtokain, amelyeket miután a parasztok nem voltak képesek megfizetni, Tahy idegen fegyveres zsoldosokat uszított rájuk. Gubecz azonnal a felkelés élére állt és egyre többen csatlakoztak hozzá.

## A felkelésből parasztháború
A Kulpa vidékén gyorsan terjedt a felkelés és rövidesen egész Horvátországot lángba borította. Gubecz Máté seregéhez nagy számban csatlakoztak idegenek is, többek között várbeli zsoldosok, akiket szintén nem fizettek. Renegát törökök és hódoltságbeliek is akadtak a felkelők között, akik vélhetően az uszkókokhoz csapódtak hozzá a határmenti török helyőrségekből. Gubecz úgy döntött, hogy a szlovéneket is felkelésre bírja, a szervezkedés kezdetén is állandóan kapcsolatban volt velük. Három részre osztotta ezért húszezer fős seregét: az egyik seregtest személyes vezetése alatt folytatta a hadműveleteket az észak-horvát hegyvidéken, a Zagorjén. A második sereg Gregorich Illés parasztvezér irányítása alá került, aki betört Stájerország déli területére és fellázította a szlovén parasztokat. A harmadik seregnek a Száva és a Kupa folyó területén kellett működnie Krajna és Horvátország területén, így ott is egy horvát-szlovén parasztfelkelés kezdődött, amelynek vezetője Gubecz másik alvezére Passzanecz János. A Gubecz ösztökélésére kirobbant szlovén parasztháború komoly gondokat okozott a német földesuraknak is. Gubeczék összesen hatvan uradalmat lázítottak fel a három régióban.
A felkelés szervezettségét jól mutatja, hogy Gubecz határozott programokkal állt elő. Követelte egyebek között, hogy a parasztságot is képviseltessék a horvát-szlavón országgyűlésben (szábor), sőt ez a képviselő testület működjön külön apparátusként a horvát államon belül. A parasztok befizetett adói ne az urakat illessék, hanem fordítsák teljesen a török elleni küzdelemre.
Január 27-ről január 28-ra virradóra Gubecz elfoglalta a fontos Königsberg (mai nevét Cesargrad) várát a horvát-szlovén határon. Innen azonban hamar kiszorították, ezért délebbre húzódott vissza.

## A parasztok leverése
Königsberg alól Gubecz Zabok közelébe vonult. Sikerült bevennie a Keglevich-család ottani megerősített kúriáját, de a harcokban kimerült felkelők demoralizálódtak és megérkeztek a nemesi hadak erősítései is Magyarországról. Nemsokára a žumberaki Kupincsics Miklós vezette horvát-szlovén parasztsereg is súlyos vereséget szenvedett Gurkfeld (Krško) vidékén 1573. február 5-én, a Horvátország felé menekülő maradványaikat Joseph Thurn kapitány verte szét. Draskovich György vezette horvát-magyar sereg 1573. február 7-én Zágrábból kiindulva benyomult Stájerországba. Február 8-án a Sann (mai nevén Savinjska) folyó vidékén, Sank Peternél (ma Šempeter, Szlovénia) Gregorich vereséget szenvedett Draskovichtól.
Ezután Keresztinec mellett Alapy Gáspár a még érintetlen Gubecz vezette sereg felszámolásába fogott bele. Február 9-én Gubecz döntő csatába szállt Alapyval és Draskovichcsal Sztubica mellett. Rosszul felszerelt serege zömmel gyalogosokból állt, míg a magyar erőknek jelentős lovasságuk volt, de a horvát parasztok annyira heves ellenállás fejtettek ki, hogy kis híján megnyerték a csatát. Alapyék azonban erősítést kaptak a visszatérő Draskovichtól és a csata végül a parasztsereg megsemmisítésével ért véget.
Az elfogott Gubeczet Zágrábban kegyetlen kínzások közepette, 1573. február 15-én kivégezték. Hasonlóan végezte sok más parasztvezér is. A nemesség nem folyamodott olyan kemény megtorló intézkedésekhez, mint a magyarok 1514-ben, sőt hamarosan amnesztiát adott a bújkáló lázadóknak, cserébe felszólították őket, hogy térjenek vissza falvaikba.

## Gubecz Máté alakja

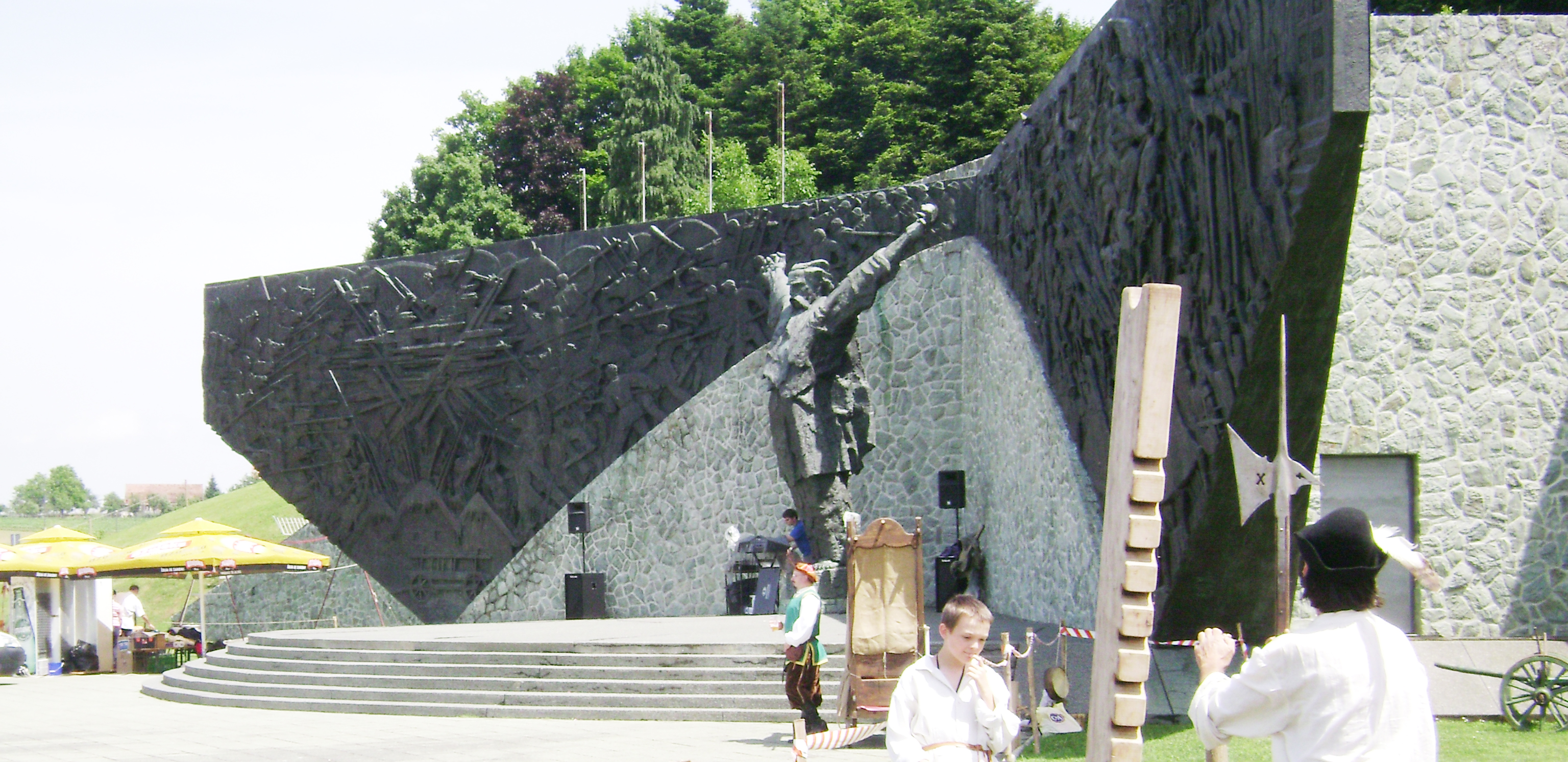
Emlékmű Gornja Stubica faluban

Gubecz Máté a későbbiekben Dózsa György után mint egy második „parasztkirály” vonult be a történelembe. A 19. századi horvát romantikus irodalom kedvelt alakja volt, s személyét még ma is nagy tisztelet övezi. Nevével az 1848-ban a magyarok ellen harcoló horvát népfelkelőket, majd a délszláv háborúban harcoló katonákat is lelkesítették.

## Lásd még
- Gubecz Máté
- Szlovén parasztháború